# پرونده برای ثبت
پرونده برای ثبت رمانی از فمر اتوود تیلور است که در سال ۱۹۴۳ به نام آلیس تیلتون نوشته شد. این رمان ششمین اثر از هشت اسرار لئونیداس ویترال است.

## خلاصه داستان
یک روز بارانی در دالتون (شهری نزدیک بوستون)، لئونیداس ویترال (مردی که بنظر می‌رسد مانند شکسپیر است) برای پیدا کردن چتر خود در قسمت گمشده‌ها فروشگاه هایمارکز رفت. وقتی وارد قسمت گمشده‌های ساختمان شد، بر اثر ضربه بیهوش شد و در یک درشکه نان فرانسوی بیدار شد.